# La duda (1967)
La duda é uma telenovela mexicana, produzida pela Televisa e exibida em 1967 pelo Telesistema Mexicano.

## Elenco
- Joaquín Cordero
- Luz María Aguilar
- Carlos Ancira
- Pilar Sen